# Ekstraliga U24 (2023)
Ekstraliga U24 2023 – 2. edycja drużynowych rozgrywek żużlowych dla zawodników do 24. roku życia.

## Tabela rundy zasadniczej
| Msc | Drużyna                                           | M. | Z. | R. | P. | Pkt | Bon | Razem | +/–  |
| --- | ------------------------------------------------- | -- | -- | -- | -- | --- | --- | ----- | ---- |
| 1   | Orlen Cellfast Wilki Krosno                       | 16 | 13 | 2  | 1  | 28  | 7   | 35    | +178 |
| 2   | Enea Stal Gorzów                                  | 16 | 11 | 0  | 5  | 22  | 6   | 28    | +117 |
| 3   | Arged Malesa Ostrów Wielkopolski                  | 16 | 10 | 1  | 5  | 21  | 5   | 26    | +79  |
| 4   | Duda Development Ciesiółka Auto Group Unia Leszno | 16 | 9  | 1  | 6  | 19  | 6   | 25    | +114 |
| 5   | Motor Lublin                                      | 16 | 7  | 1  | 8  | 15  | 4   | 19    | +9   |
| 6   | GKM Grudziądz                                     | 16 | 7  | 0  | 9  | 14  | 2   | 16    | -33  |
| 7   | Tauron U24 Włókniarz Częstochowa                  | 16 | 6  | 1  | 9  | 13  | 3   | 16    | -66  |
| 8   | KS Toruń                                          | 16 | 4  | 2  | 10 | 10  | 1   | 11    | -50  |
| 9   | U24 Beckhoff Sparta Wrocław                       | 16 | 1  | 0  | 15 | 2   | 0   | 2     | -348 |

M. – liczba meczów, Z. – liczba zwycięstw, R. – liczba remisów, P. – liczba porażek,
Pkt. – liczba punktów, Bon. – liczba bonusów, Razem – suma Pkt. i Bon.,
+/– – różnica między zdobytymi i straconymi punktami biegowymi.
| Finał                       | Finał | Finał                | Finał | Finał |
| --------------------------- | ----- | -------------------- | ----- | ----- |
| Orlen Cellfast Wilki Krosno | 89:90 | Enea Stal Gorzów (M) | 40:49 | 49:41 |

## Kolejność po części finałowej
| Ekstraliga U24 2023 | Ekstraliga U24 2023                               |
| ------------------- | ------------------------------------------------- |
|                     | Enea Stal Gorzów                                  |
|                     | Orlen Cellfast Wilki Krosno                       |
|                     | Arged Malesa Ostrów Wielkopolski                  |
| 4.                  | Duda Development Ciesiółka Auto Group Unia Leszno |
| 5.                  | Motor Lublin                                      |
| 6.                  | GKM Grudziądz                                     |
| 7.                  | Tauron U24 Włókniarz Częstochowa                  |
| 8.                  | KS Toruń                                          |
| 9.                  | U24 Beckhoff Sparta Wrocław                       |